# Askeryds socken
Askeryds socken i Småland ingick i Norra Vedbo härad (före 1 april 1877 även en del i Ydre härad), ingår sedan 1971 i Aneby kommun i Jönköpings län och motsvarar från 2016 Askeryds distrikt.
Socknens areal är 120,05 kvadratkilometer, varav land 108,47. År 2000 fanns här 374 invånare. Kyrkbyn Askeryd med sockenkyrkan Askeryds kyrka ligger i denna socken. 

## Administrativ historik
Askeryds socken har medeltida ursprung.
Före 1 april 1877 bestod socknen av en del omfattande 37 5/16 mantal i Norra Vedbo härad och en del (Lägerbobygden) omfattande 23 3/4 mantal Ydre härad. Delen i Ydre härad överfördes 1 april 1877 till Västra Ryds socken i Ydre härad. 
Vid kommunreformen 1862 övergick socknens ansvar för de kyrkliga frågorna till Askeryds församling och för de borgerliga frågorna till Askeryds landskommun. Denna senare inkorporerades 1952 i Bredestads landskommun som 1967 uppgick  i Aneby landskommun och ingår sedan 1971 i Aneby kommun.
1 januari 2016 inrättades distriktet Askeryd, med samma omfattning som församlingen hade 1999/2000.
Socknen har tillhört samma fögderier och domsagor som Norra Vedbo härad. De indelta soldaterna tillhörde Jönköpings regemente, Norra Vedbo kompani, Smålands husarregemente, Livskvadron, livkompaniet, Första livgrenadjärregementet, Ydre kompani och Andra livgrenadjärregementet, Vifolka kompani.

## Geografi
Askeryds socken ligger norr om Eksjö, väster om Västra Lägern. Socknen är en kuperad skogsbygd, mest öppen kring kyrkbyn.

## Fornlämningar
Här finns en hällkista, gravrösen och domarringar från bronsåldern samt ett järnåldersgravfält.

## Namnet
Namnet (1282 Askeryt) kommer från kyrkbyn. Förleden är ask och efterleden är ryd, 'röjning'.

### Fotnoter
1. 1 2  Svensk Uppslagsbok Askeryds socken
2. 1 2  Harlén, Hans; Harlén Eivy (2003). Sverige från A till Ö: geografisk-historisk uppslagsbok. Stockholm: Kommentus. Libris 9337075. ISBN 91-7345-139-8
3. ↑  Administrativ historik för Askeryd socken (Klicka på församlingsposten). Källa: Nationella arkivdatabasen, Riksarkivet.
4. ↑  Indelta soldater, torp och rotar i Jönköpings län Arkiverad 24 januari 2012 hämtat från the Wayback Machine. Jönköpingsbygdens Genealogiska Förening
5. 1 2  Sjögren, Otto (1931). Sverige geografisk beskrivning del 2 Östergötlands, Jönköpings, Kronobergs, Kalmar och Gotlands län. Stockholm: Wahlström & Widstrand. Libris 9939
6. 1 2 3  Nationalencyklopedin
7. ↑  Fornlämningar, Statens historiska museum: Askeryds socken
8. ↑  Fornminnesregistret, Riksantikvarieämbetet: Askeryds socken Fornminnen i socknen erhålls på kartan genom att skriva in sockennamn (utan "socken") i "Ange geografiskt område"
9. ↑  Mats Wahlberg, red (2003). Svenskt ortnamnslexikon. Uppsala: Institutet för språk och folkminnen. Libris 8998039. ISBN 91-7229-020-X. https://isof.diva-portal.org/smash/get/diva2:1175717/FULLTEXT02.pdf